# Randvere
Randvere est un village du nord de l'Estonie relevant de la municipalité de Viimsi.

## Transports
Un câble sous-marin transportant de l'électricité le relie depuis 2000 à Lauttasaari, une île finlandaise située dans l'archipel d'Helsinki de l'autre côté du golfe de Botnie.
La petite route reliant le village au centre de la municipalité a été refaite sur 3,3 kilomètres en 2005.